# Batalla de Tripolje
La Batalla de Tripolje se celebró en noviembre de 1402 entre el Despotado serbio y la familia Brankovic. La Familia Brankovic, estaba tratando de apoderarse del trono de Serbia, se unió a la lucha junto a las tropas turcas que recibió de Suleiman Çelebi , pero fue derrotado decisivamente por Stefan Lazarevic . 
El ejército serbio de Lazarevic vino del Principado de Zeta (ahora Montenegro ), asistido por un noble local serbio Đurađ II de la dinastía de balsa , el hermano del déspota.

## Antecedentes
El conflicto entre Lazarević y Branković , comenzó unos meses antes, durante su estancia en Constantinopla . Ellos regresaban a casa después de la batalla de Ankara en el que participaron como vasallos de los sultanes otomanos. Đurađ Branković , por orden de Stefan Lazarevic , fue encarcelado en el calabozo. La verdadera razón no se conoce, pero lo más probable era el plan de Đurad de acercarse a Süleyman Çelebi , uno de los hijos del sultán Bayaceto I que lucharon por el trono.
Después que Lazarević dejó Constantinopla con los barcos, Đurađ logró escapar de la cárcel y fue con Suleymán. Suleymán le dio una fuerza auxiliar a fin de detener el regreso de Stefan a su país. Con estas tropas y con sus propias fuerzas, Đurađ bloquea todas las carreteras principales en todo Kosovo y Metohija . Esperaba hermanos para volver de Zeta . Suleymán no confiaba en Đurađ y envió a su propio comandante para mandar las fuerzas otomanas y supervisar a Đurađ.
Stefan y Vuk tenían alrededor de 260 hombres que viajaban con ellos. Ellos fueron reforzadas con las fuerzas de Đurađ Balšić , que estaba casado con su hermana Jelena . Su madre Milica también envió algunos destacamentos militares de Serbia . El uso de caminos secundarios, que viajaron desde Bar a través de Shkodër y alcanzaron Gračanica en Kosovo, donde se reunieron con el resto de sus fuerzas.

## Batalla
Las fuerzas de Lazarević y de Branković se enfrentaron el 21 de noviembre en Tripolje, cerca de Gračanica. El Déspota Stefan dividió sus fuerzas. Su hermano Vuk ordenó la parte principal del ejército que atacó a las fuerzas de Đurađ, mientras que él ordenó la parte más pequeña y atacó a los otomanos.
Las fuerzas de Esteban lograron derrotar a los otomanos y la parte grande de ese evento la jugaron kesar Uglješa Vlatković , que estaba en las filas de las fuerzas otomanas como su vasallo. Él le dijo a Esteban todo sobre los planes de batalla otomanos y extendió las historias entre otomanos de cómo las fuerzas de Stefan eran poderosos. Esto causó la caída de la moral entre los soldados otomanos y cuando la batalla comenzó cruzó al lado de Stefan. Por otro lado, Vuk Lazarević es derrotado, pero en última instancia, la batalla ha terminado con la derrota de Branković.

## Consecuencias
Después de la batalla, los hermanos Lazarević fueron a Novo Brdo . En Novo Brdo, hubo un enfrentamiento verbal entre Esteban y Vuk. Esteban estaba enojado con la ignorancia de Vuk en el arte de la guerra . Este enfrentamiento tuvo alto impacto en su relación y más tarde da lugar a un conflicto abierto entre ellos.
Debido a su gran contribución en la batalla, Esteban confirmó la autoridad de Uglješa Vlatković sobre Vranje , Ingošt (hoy en día Surdulica ) y Presevo , también Uglješa se convirtió en vasallo de Esteban.
Esteban Lazarevic logró regresar a Serbia y recuperar su poder. Esta batalla comenzó la guerra civil entre Lazarević y Branković, que duraría una década. La guerra terminará en 1412, cuando los dos representantes que quedan de las dos familias, Esteban y Đurađ, hicieron la paz y comenzaron a trabajar juntos para fortalecer Serbia.
- Datos: Q3395349